# 索尼Vario-Sonnar T* DT 16-80mm f/3.5-4.5 ZA
索尼 Vario-Sonnar T* DT 16–80mm f/3.5-4.5 ZA是一枚标准变焦镜头，可用于配置APS-C传感器的SONY α或Minolta AF数码单反机身。该镜头由索尼与蔡司联合开发，于2006年发布，并于2007年3月开始上市销售。
该镜头商品编号SAL1680Z，有简称为1680或1680ZA；在台湾爱好者社群中，也被昵称为“小蔡”。

## 概述
1680ZA为一枚标准变焦镜头，是一枚DT镜头，即专门为APS-C幅面传感器设计的镜头，其像场只能覆盖APS-C范围；亦有用家在全画幅的 Minolta AF 机型上测试，会有明显成像圈显现。同时，这也是索尼与蔡司联合发布的ZA镜头中，唯一的小像场单反用镜头。
该镜头等效焦距24-120mm，具备跨越广角到中焦的5倍变焦范围，受到入门至进阶用户欢迎，同期的竞争系统如佳能与尼康亦有对应定位产品；而其与索尼公司2005年推出的“兽王”机型DSC-R1焦段类似；在数码无反兴起后，索尼E卡口上也推出了一枚类似规格的镜头——E 16-70mm F4 ZA。

## 存在的问题
- 垂头

1680ZA为外变焦设计，焦距变化时，体积也会发生变化，特别在长焦段，镜筒完全伸出。而许多用户发现随着使用日久，变焦阻尼松旷，会出现镜头随重力发生镜筒伸出的情况，被称之为“垂头”。有玩家拆解后发现是由于内部阻尼块耐用性不良引起。
- 镜组霉变 / “菜花”

经过一段时间使用，越来越多用户发现自己的1680ZA会在前组镜片上出现不同程度白点，实际检测为霉变。该问题最早在约2010年间于台湾Mobile01讨论区上酝酿，在2011年集中爆发；差不多同一时间，大陆的色影无忌论坛也有大量该问题反馈，甚至有新购该镜头出现此问题，同时亦排除是当地湿度过高产生。
该问题较为常见，甚至影响了1680ZA镜头的二手交易；该现象被玩家戏称为“菜花”，而1680ZA也得名“梅菜头”。唯两岸索尼公司一直未正面回应该问题。
- MF锁定

部分1680ZA镜头在由AF切换至MF状态无法手动改变合焦，而只能在AF状态下使用。